# 아부바카르 타파와 발레와
아부바카르 타파와 발레와(영어: Abubakar Tafawa Balewa, 1912년 12월~1966년 1월 15일)는 독립 당시 나이지리아의 첫 번째이자 유일한 총리를 지낸 나이지리아의 정치인이었다.

## 어린 시절
아부바카르 타파와 발레와는 1912년 12월 현재의 북부 나이지리아 보호령 바우치주에서 태어났다. 발레와의 아버지 야쿠부 단 잘라는 게레인 출신이었고, 어머니 파티마 인나는 게레인과 풀라인 출신이었다.  그의 아버지는 바우치 에미리트 내의 지역인 르레 구청장의 집에서 일했다.

## 총리직

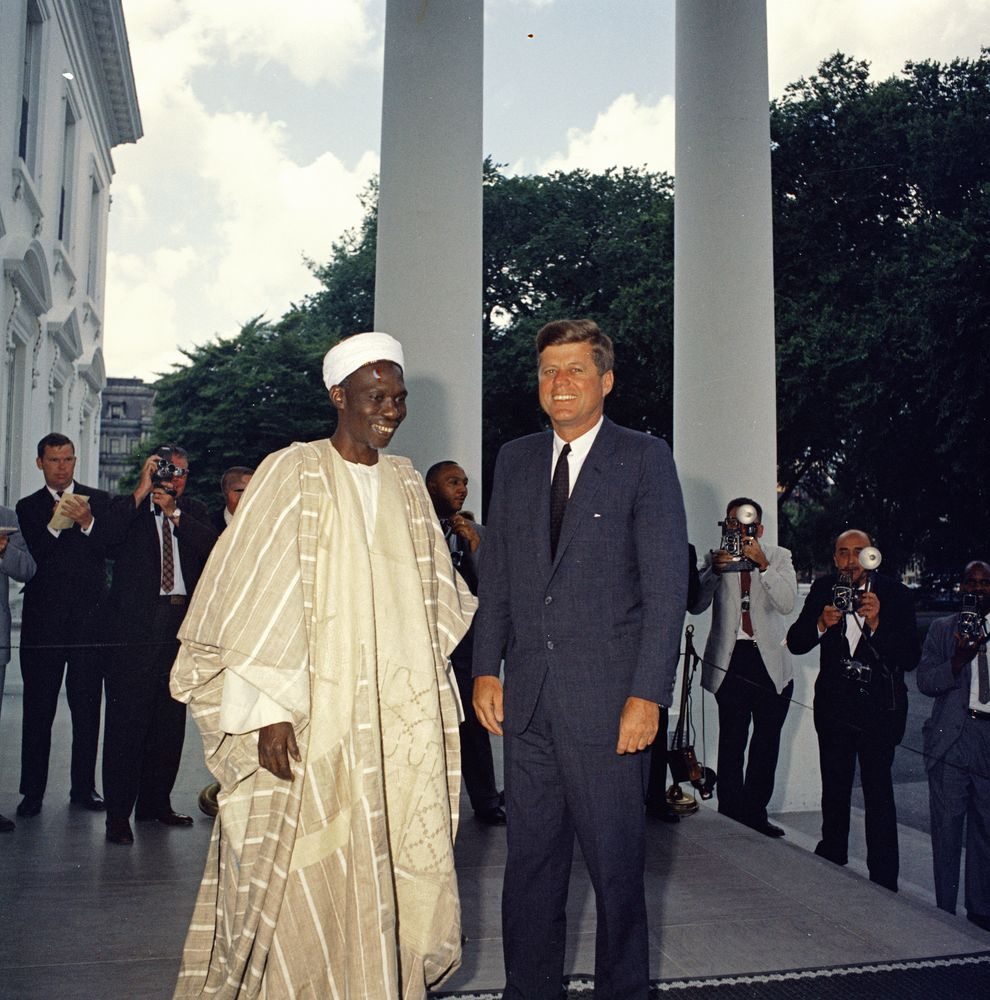
1961년 백악관에서 존 F. 케네디 대통령과 함께

1960년 나이지리아가 독립했을 때, 발레와는 총리직을 유지했고, 1964년에 재선되었다.
나이지리아가 독립하기 전인 1954년에 열린 헌법 회의는 모든 지역에 상당한 정치적 자유를 부여하는 지역 정치적 틀을 채택했다. 당시 세 지역은 다양한 문화 집단으로 구성되었다. 수상들과 몇몇 지역의 저명한 지도자들은 나중에 다른 지역 지도자들의 정치적 침해로부터 그들의 지역을 지도하는 정책을 취했다. 나중에 이러한 정치적 환경은 발레와 행정부에 영향을 미쳤다. 그의 임기는 지역 파벌주의가 끊임없이 그의 정부를 위협하면서 격동적이었다.
그러나, 나이지리아의 총리로서, 발레와는 대륙의 형성적인 토착 통치에 중요한 역할을 했다. 그는 아프리카 단결 기구를 결성하고 프랑스어를 사용하는 아프리카 국가들과 협력 관계를 만드는 데 중요한 지도자였다. 그는 또한 1960년부터 1964년까지 콩고 위기 동안 모이즈 촘베와 콩고 민주 공화국 당국 사이의 협상에서 중요한 역할을 하였다. 그는 1960년 샤프빌 학살에 반대하는 목소리 시위를 이끌었고 1961년 남아프리카 공화국이 영연방을 떠나기를 원하는 영연방 장관들과 동맹을 맺었다. 그러나 서부 지역의 지도자 중 한 명인 오바페미 아월로우에 대한 반역 혐의와 유죄 판결은 많은 그의 지지자들로부터 항의와 비난으로 이어졌다. 1965년 이 지역의 선거는 나중에 폭력적인 시위를 일으켰다. 폭동과 폭력은 곧 아울로우의 서부 반대자들에게 과도한 정치적 침해로 인식되는 선거 결과와 동시에 일어났다.
1960년부터 1961년까지 나이지리아의 총리로서, 발레와는 나이지리아의 외교를 옹호하였다. 1961년 발레와 정부는 나이지리아 최초의 실질적인 외교 및 영연방 관계 장관이 된 자자 와추쿠를 지지하는 외교 및 영연방 관계 장관직을 만들었다.

## 전복 및 사망
1966년 1월 15일, 그의 오랜 동료인 아마두 벨로를 포함한 많은 지도자들과 마찬가지로, 발레와는 군사 쿠데타로 전복되어 살해되었다. 그의 사망 경위는 아직도 미해결 상태로 남아 있다. 그의 시신은 공직에서 축출된 지 6일 만에 라고스 인근 도로변에서 발견됐다. 발레와는 바우치에 묻혔다. 그의 암살 소식은 나이지리아 북부 전역에 폭력적인 폭동을 촉발시켰고 결국 1966년 7월의 유혈 쿠데타로 이어졌다.

## 사생활
발레와는 겸손하고 자기 자신감이 넘치는 것으로 묘사되었다. 그가 사망했을 때, 그의 주요 재산은 바우치에 있는 그의 집과 그가 쉬고 싶을 때 휴가를 보낸 50에이커의 농장을 포함했다. 이 농장은 바우치에서 약 9마일 떨어진 타파와 발레와 마을로 가는 길에 위치해 있었다. 발레와는 네 명의 여자와 결혼하여 19명의 아이를 낳았다.
발레와는 바우치에 있는 타파와 발레와의 무덤에 묻혔다.